# Культурно-просветительная работа
Культурно-просветительная работа в Советском Союзе — деятельность, организуемая социалистическим государством с целью просвещения и воспитания масс в рамках коммунистической идеологии, подъёму общего культурного уровня народа, развитию творческих способностей человека, организации культурного досуга. Руководство этой деятельностью, направленной на культурное развитие человека в течение всей его жизни, осуществляла Коммунистическая партия через общественные объединения, профессиональные и творческие союзы, комсомол.
Культурно-просветительная работа включала в себя не только целенаправленную работу специально созданных клубов, общедоступных библиотек, парков и садов культуры и отдыха — это был обязательный элемент деятельности музеев, кинотеатров, театров и профессиональных учреждений культуры, а также радио, телевидения, периодической печати, ориентированной на разные возрасты читателей.

## Идейная основа и организация
Культурно-просветительная работа была важнейшим инструментом реализации культурной революции в России и затем в СССР, поскольку 80 % населения страны было крестьянским и неграмотным. Задача организации культурно-просветительной работы была возложена на Народный комиссариат просвещения РСФСР, созданный уже в первом Советском правительстве 26 октября (8 ноября) 1917 года на Втором Всероссийском съезде Советов. В его структуре было 28 отделов, ведавших высшим, школьным и профессиональным образованием, политическим просвещением, научными учреждениями, литературой, издательским делом, искусством, библиотеками, театром, музыкой и т. д.
В системе Наркомпроса РСФСР в ноябре 1920 года был создан Главный политико-просветительный комитет во главе с Н. К. Крупской. Его первоочередными задачами стали культурно-просветительная работа и ликвидация массовой безграмотности, прежде всего в деревне (по переписи 1897 года, в Российской империи были неграмотными 73 % жителей). Это делалось через широкое вовлечение крестьян в работу Советов, кооперации, комитетов общественной взаимопомощи. Именно в тот период на местах стали формироваться органы культпросвета: губернские, уездные, волостные, и учреждения работы с населением: избы-читальни, библиотеки, пункты ликвидации неграмотности, народные дома, дома крестьянина.
В первые годы Советской власти деятельность массовых очагов культуры называлась внешкольным образованием, с начала 1920-х до середины 1940-х годов — политико-просветительной работой, а с середины 1940-х годов до сего дня культурно-просветительной работой.

## Охват
Первые рабочие клубы как центры политического просвещения и самообразования стали создаваться в период Первой Русской революции. С её подавлением рабочие клубы закрылись, легально работали народные дома, которых к началу 1917 года насчитывалось 237 по всей стране (казённых, земских, кооперативных и частных).
Большая Советская Энциклопедия указывает, что в 1971 году в СССР работали 133 тыс. клубных учреждений, 128,6 тыс. массовых библиотек (с общим фондом 1366,1 млн экземпляров книг и журналов), 553 профессиональных театра (свыше 114 млн посещений в год), 1173 музея (свыше 110 млн посещений), 157,1 тыс. киноустановок (4656 млн посещений киносеансов). В клубных учреждениях за 1970 год было проведено 5273 тыс. лекций и докладов (477 млн человек слушателей), коллективами художественной самодеятельности дано 2 млн 334 тыс. спектаклей и концертов для 417,4 млн зрителей, 6 млн 951 тысяча человек занимались в 440 тысячах кружков по интересам. Также в 1970 году в стране действовало около 16 тыс. народных университетов, где занимались 3 млн 218 тысяч слушателей. Народным университетам помогает в работе Всесоюзное общество «Знание», чьи лекторы на общественных началах за 1970 год провели на предприятиях и в организациях 18 млн 237 тысяч научно-популярных. лекций для 951 млн слушателей.
Если до Октябрьской революции 1917 в Российской империи на 159 млн человек населения приходилось 290 тыс. специалистов, то за 50 лет советской власти численность интеллигенции в СССР выросла до 33 млн человек (1973), а количество научных работников увеличилось в 90 раз, до 1 млн 55,4 тыс. человек (1972).

## Подготовка кадров
Уже в 1918 году в Петрограде было создано высшее учебное заведение для подготовки культпросветработников — Институт внешкольного образования (с 1925 года — Коммунистический политико-просветительный институт, затем Ленинградский институт культуры им. Н. К. Крупской).
В 1924 году аналогичное учебное заведение появилось и в Москве: культурно-просветительный факультет при Академии коммунистического воспитания.
В 1920—30-е годы факультеты и отделения для подготовки культпросветработников были открыты в политико-просветительных институтах, советско-партийных школах, педагогических техникумах и училищах. Чтобы удовлетворить потребность в кадрах, при советско-партийных школах с 1937 года стали создаваться техникумы политпросвета, в 1938 году реорганизованные в 3-годичные политпросветшколы, куда принимали учащихся по окончании 7-летки.
После Великой Отечественной войны сложилась система культпросветобразования, сохранившаяся в основных чертах до наших дней. В библиотечных институтах и техникумах открылись соответствующие факультеты, с 1959 года на таких факультетах Ленинградского, Московского и Харьковского институтов была введена художественная специализация (режиссура, организация массовых мероприятий). В 1964 библиотечные институты были реорганизованы в институты культуры. Работников культпросвета с высшим образованием готовили также некоторые институты искусств, консерватории, театральные и педагогические вузы, а также высшие школы профсоюзного движения в Москве и Ленинграде.
В 1957 году «Культурно-просветительная работа» была утверждена как одна из специальностей научных работников по педагогическим наукам.
Кадры среднего звена готовили культурно-просветительные училища и школы, а также библиотечные техникумы, музыкально-педагогические и педагогические училища.
В высших военно-политических училищах готовили специалистов по "культурно-просветительной работе"   для армии и флота.
В 1972/73 учебном году в 11 институтах культуры, на 14 факультетах в других вузах, 129 средних специальных учебных заведениях специальность «культурно-просветительная работа» приобретали 73,4 тыс. человек (в том числе 18,8 тыс. человек в вузах).

## Традиции культуры и их отражение в просветительской работе
В 1930-е годы культурная политика страны направлена на широкое вовлечение масс в художественную самодеятельность через интеграцию народных традиций в творчество. Начинают развиваться коллективы народного танца, чему способствуют такие значимые мероприятия, как Международный фестиваль народного танца в Лондоне (1935), открытие Всесоюзного театра народного творчества в Москве (1936), Всесоюзный фестиваль народного танца (1936). Ансамбли песни и пляски создаются повсеместно, постепенно разрабатывая принципы сценической интерпретации народного фольклора.
При этом в целом культурному строительству в Российской Федерации уделялось меньше внимания, чем в других союзных республиках. За годы советской власти были изданы 30 книг свода белорусского фольклора, около 30 книг — украинского, 17 томов молдавского фольклора, однако так и не было начато издание свода русского фольклора.